# Museum Murten
Das Museum Murten gehört zu den ältesten Museen im Kanton Freiburg. Es hat seinen Standort in der alten Stadtmühle. Die permanente Ausstellung dokumentiert auf fünf Stockwerken 6000 Jahre Geschichte der Stadt Murten und der Region.